# Пришълците
„Пришълците“ (на английски: Aliens) е американски научнофантастичен филм на режисьора Джеймс Камерън („Титаник“, „Бездната“, „Терминаторът“), продължение на филма на Ридли Скот от 1979 „Пришълецът“.
Филмът е номиниран за 7 награди „Оскар“, включително в категорията „най-добра женска роля“ за Сигорни Уийвър, като печели в категориите „най-добри визуални ефекти“ и „най-добър монтаж на звуковите ефекти“. Също така печели 8 награди Сатурн, в т.ч. за най-добър филм, режисура (Камърън) и най-добра главна женска роля (Уийвър).

## Обща информация
„Пришълецът“ на Ридли Скот става емблематичен филм в края на 70-те години. През 1985 година с продължението се заема режисьорът Джеймс Камерън, вече известен с успеха на „Терминаторът“.
Филмът е продължение на борбата между човека и извънземните. Камерън залага на изключително напрежение, експлозивност и специални ефекти. За разлика от първата част и нейното сравнително бавно развите, в „Пришълците“ Джеймс Камерън поставя зрителя почти на мястото на „Специалните сили“, които са изпратени от земна корпорация, за да защитят колонизаторите на планетата.

## Сюжет
Совалката, с която лейтенант Рипли бяга в първата серия от космическия кораб, който се взривява в близост до планетата LV-426, е открита случайно след 50 години реене из космоса. Ужасена от факта, че е била в криогенен сън повече от половин век, в който дори дъщеря ѝ е починала от старост, Рипли е обвинена косвено от работодателите си за унищожаването на кораба. Същевременно кошмарни сънища за Пришълеца я измъчват непрекъснато. Намирайки си работа, Рипли се опитва да загърби преживяния ужас и да преодолее страховете си. Те обаче стават реалност, когато от Земята загубват връзка с планетата LV-426, където междувременно Корпорацията е изпратила колонизатори да изградят реактор, произвеждащ кислород, с цел създаване на атмосфера и възможнаст за заселване.
Изгубвайки контакт, Корпорацията предлага на Рипли да се върне на планетата и да помогне на екипа военни за унищожаването на извънземните.
Плановете им се объркват и те загубват контакт с колонията. На помощ е изпратена група „Специални сили“, съставена от най-добрите пехотинци, новобранец за началник, представител на Корпорацията, един андроид и лейтенант Рипли за съветник. Оборудвани с най-съвършената бойна техника, създавана от човешки ръце, военните се захващат с разчистването на терена и откриването на оцелели колонизатори.
Единственият оцелял, когото откриват, е момиченце – Нют (Ребека Джордан), прекарало само̀ сред чудовищата дълги дни до пристигането на специалния отряд.
Оказва се, че плановете на Корпорацията не целят спасяването на колонистите, а използването на Пришълеца като биологично оръжие и транспортирането му на Земята. Следва напрегната борба с пришълците. 

## В ролите
- Сигорни Уийвър – Елън Рипли
- Кери Хен – Нют (Ребека Джордан)
- Майкъл Бийн – ефрейтор Хикс
- Пол Райзър – Бърк
- Ланс Хенриксен – Бишоп (андроид)
- Бил Пакстън – редник Хъдсон
- Уилям Хоуп – лейтенант Горман
- Рико Рос – редник Фрост
- Ел Матюс – сержант Ейпън
- Джинет Голдстайн – редник Васкес
- Марк Ролстон – редник Дрейк
- Синтия Скот – Дитрих (доктора)
- Колет Хилер – Феро
- Дениъл Кеш – редник Спанкмайер
- Тревър Стидмен – редник Вежбовски
- Тип Типинг – редник Кроу

## Филми от поредицата за „Пришълецът“
- Пришълецът (Alien, 1979)
- Пришълците (Aliens, 1986)
- Пришълецът 3 (Alien 3, 1992)
- Пришълецът: Завръщането (Alien Resurrection, 1997)
- Пришълецът срещу Хищникът (Alien vs. Predator, 2004)
- Пришълците срещу Хищника 2 (Aliens vs. Predator: Requiem, 2007)
- Прометей (Prometheus, 2012)
- Пришълецът: Завет (Alien: Covenant, 2017)
- Пришълецът: Ромул (Alien: Romulus, 2024)